# Atlas Shrugged: Part I
Atlas Shrugged: Part 1 eller bara Atlas Shrugged är en film från 2011 baserad på första delen av romanen med samma titel (svensk titel Och världen skälvde) skriven av Ayn Rand 1957. Filmen regisserades av Paul Johansson och i huvudrollen som Dagny Taggart ses Taylor Schilling. Filmmanuset är skrivet av Brian Patrick O'Toole och John Aglialoro, varav den senare också var producent.

## Om filmen
Planer på att filma Rands roman hade funnits åtminstone sedan 1970-talet, antingen som film eller miniserie och flera olika manus har skrivits men av olika anledningar har projektet inte förverkligats tidigare.
Filmen visades under premiärhelgen endast på 299 biografer i USA och låg då på plats 14 på biotoppen. Den visades som mest på 465 biografer och drog sammanlagt in drygt $4,6 miljoner, vilket var betydligt mindre än filmens budget. Trots detta gjordes Atlas Shrugged: Part II 2012, dock med en helt ny uppsättning skådespelare.
När Atlas Shrugged: Part I kom ut på DVD stod det på baksidan att det var en berättelse om självuppoffring, något som är anatema för objektivister och Ayn Rand, vilket ledde till att DVD:n drogs tillbaka från handeln och en ny version trycktes utan den beskrivningen.
På den nordiska DVD-utgåvan är titeln felstavad som Atlas Schrugged på omslaget.

## Handling
Året är 2016 och världen är inne i en ekonomisk depression. Dagny Taggart är, tillsammans med sin bror Jim, ledare för järnvägsföretaget Taggart Transcontinental. Medan Jim samarbetar med politiker och lobbyister som driver igenom lagar som hindrar fri handel försöker Dagny driva företaget på bästa sätt men möter stort motstånd. Hank Rearden, chef för Rearden Metal, försöker lansera sin nya uppfinning, Rearden Steel, som Dagny vill använda till järnvägsräls, men Rearden motarbetas av politiker som är rädda att hans produkt är så bra att han kommer att konkurrera ut andra företag.

## I rollerna
- Taylor Schilling - Dagny Taggart
- Grant Bowler - Henry "Hank" Rearden
- Matthew Marsden - James Taggart
- Graham Beckel - Ellis Wyatt
- Edi Gathegi - Edwin "Eddie" Willers
- Jsu Garcia - Francisco d'Anconia
- Michael Lerner - Wesley Mouch
- Jack Milo - Richard McNamara
- Ethan Cohn - Owen Kellogg
- Rebecca Wisocky - Lillian Rearden
- Christina Pickles - Mother Rearden
- Neill Barry - Philip Rearden
- Patrick Fischler - Paul Larkin
- Sylva Kelegian - Ivy Starnes
- Jon Polito - Orren Boyle
- Michael O'Keefe - Hugh Akston
- Geoff Pierson - Midas Mulligan
- Armin Shimerman - Dr. Potter
- Paul Johansson - John Galt (bara i Part 1 som en siluettfigur med en kappa och hatt).